# 任灿灿
任灿灿（1986年4月26日—），出生在山东省济宁市，中国女子拳击选手（隶属于武警）。2012年伦敦奥运会拳击比赛女子51公斤级亚军。
1995年，进入济宁市苗营体校。1997年选拔至济宁市体校，后改练拳击。2003年，被送至日照市体校。2005年离开山东达到浙江宁波。2010年，转入武警体工队，正连级军官。2010年11月22日，获得52公斤级世界冠军。2010年广州亚运会11月25日CCTV亚运之星候选人。2012年5月19日，任灿灿在2012女子拳击世锦赛暨伦敦奥运会资格赛为中国拳击队获得51公斤级的奥运会参赛资格。

## 个人成绩
- 2006年全国锦标赛51公斤级冠军
- 2007年全国冠军赛冠军
- 2008年6月全国锦标赛冠军
- 2008年9月亚洲锦标赛亚军
- 2008年11月第五届世界女子拳击锦标赛冠军
- 2009年3月全国女子拳击锦标赛冠军
- 2009年9月全国女子拳击精英赛亚军
- 2010年4月全国女子拳击锦标赛季军
- 2010年巴巴多斯世锦赛52公斤级冠军
- 2010年广州亚运会48-51公斤级别冠军
- 2012女子拳击世界锦标赛冠军

## 年龄造假事件
2012年7月17日，英国路透社文章称任灿灿生日為1986年4月26月，而非體育總局登記的1988年1月26日，“自己承认年龄造假”且其本人表示造假在中国很普遍。而宁波市体育局副局长鲍雄伟以及任灿灿在山东济宁体校的启蒙教练均认为，英国媒体无中生有，任灿灿年龄没有任何问题。任灿灿本人则回应：“嘴长在人身上，爱说什么就说去吧。我只管做好我自己就行了。清者自清，时间会证明一切，我没受任何影响。”任燦燦的啟蒙教練李先兆證實弟子的年齡確實被修改過。
國家體育總局拳跆中心主任常建平在接受《上海青年報》訪問時承認，任燦燦的年齡的確造假：「我們對此表示遺憾，據我所知，過去她們省裡是為了讓她參加比賽，教練員給她更改了年齡，這件事確實是不合適的。」